# 新洲区
新洲区是中国湖北省武汉市下辖的一个市辖区，是武汉市远城区之一。1951年6月建立新洲县，隶于黄冈地区。1983年8月划归武汉市管辖，1998年9月撤县设区。新洲区位于武汉市区东北部，

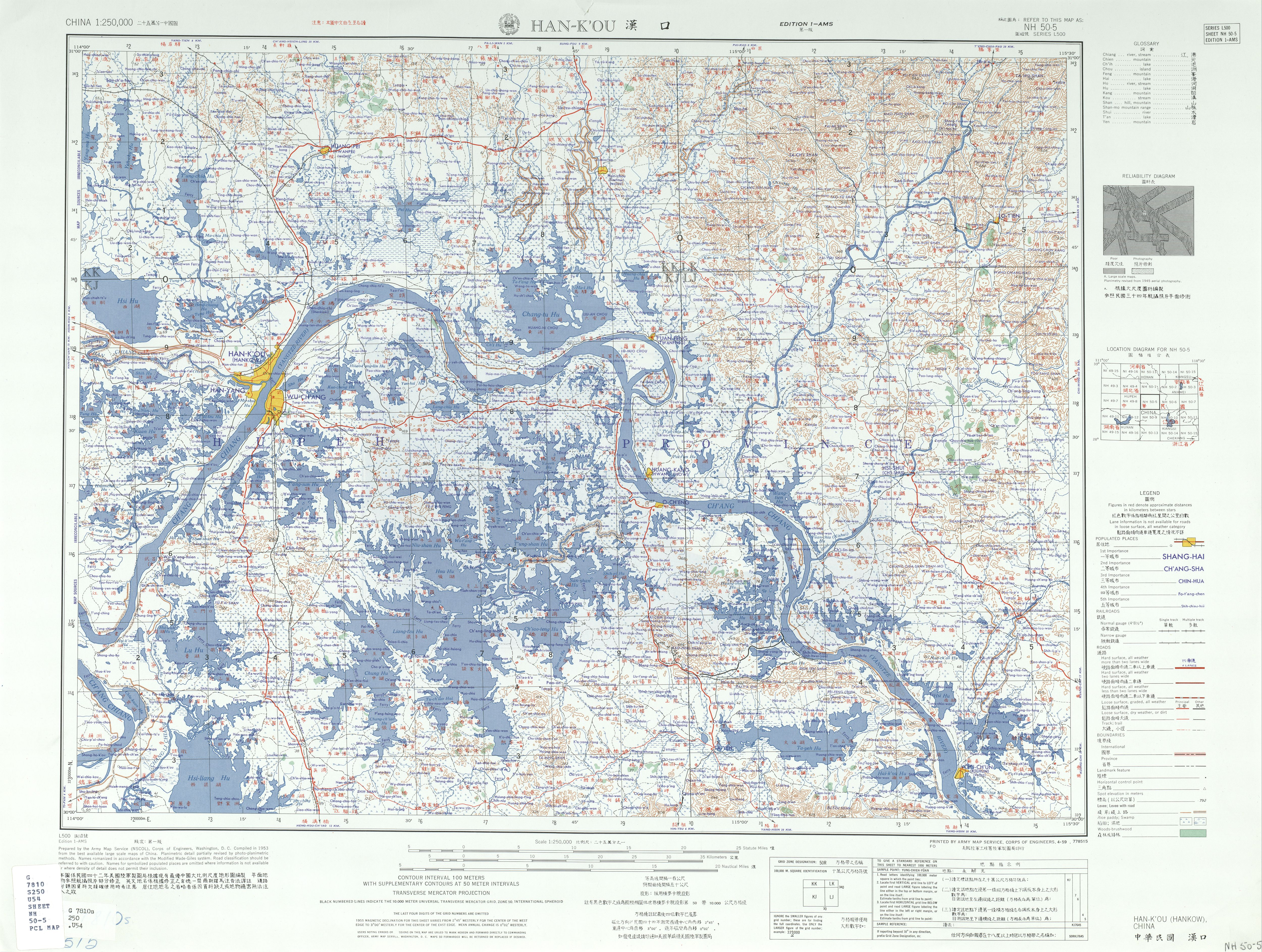
新洲 （1953年）

区人民政府駐邾城街道紅旗街14號。

## 行政区划
新洲区下辖12个街道办事处、1个镇：
邾城街道、阳逻街道、仓埠街道、汪集街道、李集街道、三店街道、潘塘街道、旧街街道、双柳街道、涨渡湖街道、辛冲街道、徐古街道、凤凰镇、道观河风景旅游管理处、武汉阳逻经济开发区和新洲原种场。

## 人口
武汉市第七次全国人口普查公报显示：新洲常住人口为860377人，男性人口占比52.51%，女性人口占比47.49%，年龄结构中0-14岁占比15.31%，15-59岁占比64.33%，60岁以上占比20.36%，65岁以上占比14.95%。
2010年，总人口为84.88万人。

## 交通
- 106国道、 318国道
- 109省道、 112省道
- 武汉市新洲区公交线路